# Junki Endō
Junki Endō (japanisch 遠藤 純輝 Endō Junki; * 8. Dezember 1994 in Seki, Präfektur Gifu) ist ein japanischer Fußballspieler.

## Karriere
Junki Endō erlernte das Fußballspielen in der Schulmannschaft der Chukyo High School. Seinen ersten Vertrag unterschrieb er 2014 beim FC Gifu. Der Verein spielte in der zweithöchsten Liga des Landes, der J2 League. Für den Verein bestritt er 48 Ligaspiele. 2017 wechselte er zum ebenfalls in der zweiten Liga spielenden FC Machida Zelvia. Für Zelvia absolvierte er acht Ligaspiele. 2018 wechselte er zum Drittligisten Fujieda MYFC. Für den Verein absolvierte er 22 Ligaspiele. 2019 wechselte er zu Suzuka Unlimited FC (heute: Suzuka Point Getters). Für den Verein aus Suzuka bestritt er 68 Ligaspiele. Hierbei erzielte er 14 Treffer. Zu Beginn der Saison 2023 unterschrieb er einen Vertrag beim Fünftligisten J-Lease FC. Mit dem Verein aus Ōita spielt er in der Kyushu Soccer League.